# Víctor Hugo Caula
Víctor Hugo Caula (Azul, 17 de outubro de 1927 - Argentina, 24 de março de 2014). Foi cinegrafista e diretor de fotografia, com extensa participação na produção de muitas obras. 

## Biografia
Em 1944, ele começou a trabalhar na empresa de produção Pampa Film, como fotógrafo de filmes. Desde então, trabalhou como foquista, cinegrafista e diretor de fotografia em várias empresas, sob as ordens de diferentes diretores como Fernando Ayala (PK), Héctor Olivera (PK) e Enrique Salaberry, entre outros. Ele foi cinegrafista em mais de 20 filmes, e diretor de fotografia em quase 65 filmes.  
Recebeu os Prêmios da Associação de Cronistas Cinematográficos da Argentina, em reconhecimento à sua contribuição ao cinema argentino, o Prêmio Konex em 1982, o Prêmio da Kodak Argentina para Melhor Tratamento da Imagem e o Irupé de Plata como Melhor Diretor de Fotografia, entre outras distinções. Ele foi homenageado pelo Município da Cidade de Buenos Aires através do Museu Municipal de Cinema "Pablo Ducrós Hicken" em reconhecimento à sua generosa contribuição para o Cinema Nacional Argentino como membro da "Geração de 60" (1982). Em Rosario, recebeu o Prêmio Irupé de Plata como Diretor de Fotografia (1988).   